# 心裡的缺口
心裡的缺口（日语： Kokoronianagaaita */?）是日本的日系搖滾樂團Yorushika的歌曲。此曲最早於2019年6月24日由日本環球音樂公司發行公布於各大平台。

## 概述
- 此為ヨルシカ的第一首單曲。
- 思想犯在此曲發行一年後進行先行配信[3][4]。
- 此曲也為帝京平成大學2019年度電視CM歌曲[5][2][6]。

## 收錄
| 音樂配信 | 音樂配信   | 音樂配信 | 音樂配信 |
| 曲序     | 曲目       | 词曲     | 时长     |
| -------- | ---------- | -------- | -------- |
| 1.       | 心上破了洞 | n-buna   | 4:23     |
| 总时长： | 总时长：   | 总时长： | 4:23     |